# Muay-chaiya

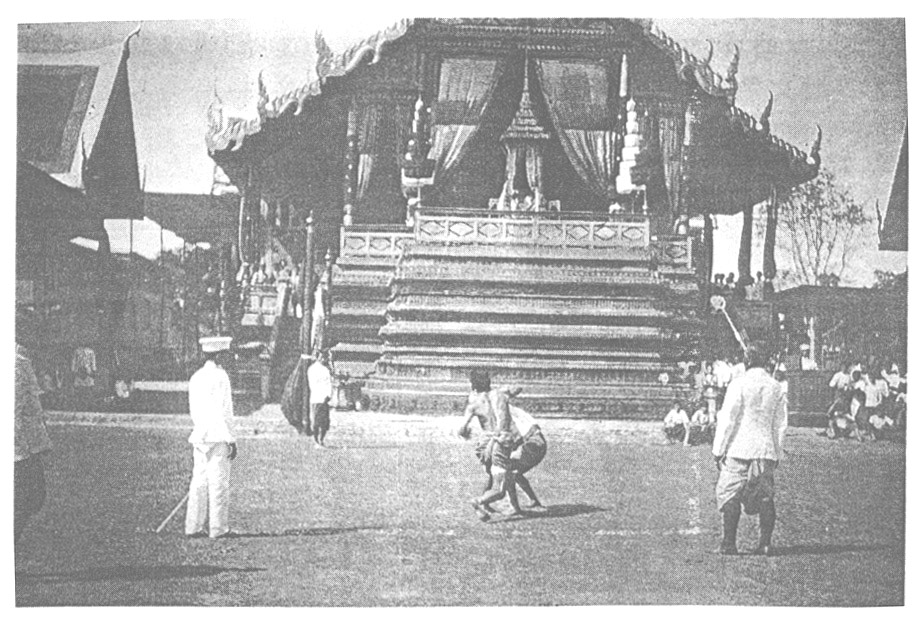
Combat de muay-chaiya en 1905

Le muay-chaiya ou muay giow (style du Sud) est une forme de muay thaï, aussi appelée boxe thaï ou boxe thaïlandaise. 
Ce style du XIXe siècle met l’accent sur la vivacité d’esprit afin de trouver des stratégies efficaces. La posture est anguleuse, la défense est privilégiée et les techniques de coude (Sok) et de genou (Khao) sont particulièrement utilisées. On fait appel à des techniques inspirées des animaux, notamment le tigre.
Le dernier grand-maître survivant de cette technique est Ajarn Ketr Siripatyai. 
(Tey) Prawit Kittichanthira, qui est d'autre part un excellent praticien du muay-chaiya, a joué dans le film Boxers de 2007 le rôle de Krangsuk.  